# Euglossa gorgonensis
Euglossa gorgonensis är en biart som beskrevs av Cheesman 1929. Euglossa gorgonensis ingår i släktet Euglossa, tribus orkidébin, och familjen långtungebin. Inga underarter finns listade.

## Bildgalleri

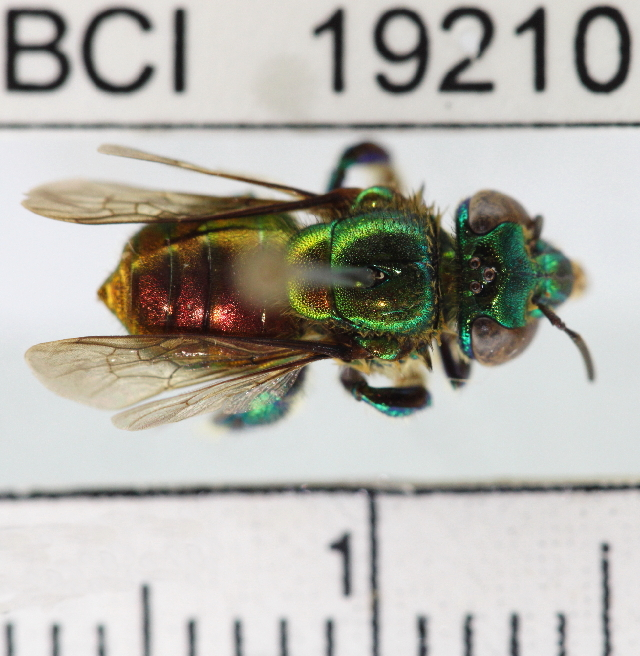